# Marietta Barovier
Marietta Barovier foi uma artista de vidro da República de Veneza.
Ela era filha do artista de vidro Angelo Barovier de Murano, inventor do vidro cristallo. Marietta Barovier e seu irmão, Giovanni, herdaram sua oficina de família em 1460.